# علی عکاشه
علی عکاشه (انگلیسی: Ali Akacha؛ زادهٔ ۲۳ ژانویهٔ ۱۹۵۴) بازیکن هندبال اهل الجزایر بود.